# قرار مجلس الأمن التابع للأمم المتحدة رقم 1761
قرار مجلس الأمن التابع للأمم المتحدة رقم 1761، المتخذ بالإجماع في 20 يونيو 2007.

## القرار
مدد مجلس الأمن ولاية فريق الخبراء الذي يرصد الحظر المفروض على كوت ديفوار فيما يتعلق بتجارة الأسلحة والماس الخام حتى 31 تشرين الأول / أكتوبر 2007. اعتمد القرار بموجب الفصل السابع من ميثاق الأمم المتحدة
وتهدف العقوبات، التي فرضت في عام 2004، إلى وقف الصراع الأهلي في كوت ديفوار، التي تنقسم إلى مناطق شمالية يسيطر عليها المتمردون وجنوب تسيطر عليها الحكومة.

## روابط خارجية
- نص القرار في undocs.org